# Elza Soares
Elza da Conceição Soares (Rio de Janeiro, 23 juni 1930 – aldaar, 20 januari 2022) was een Braziliaanse sambazangeres. 

## Levensloop
Elza Soares werd geboren in een van de favela’s van Rio de Janeiro als dochter van een poetsvrouw en een fabrieksarbeider. Ze werd op twaalfjarige leeftijd door haar vader uitgehuwelijkt. Een jaar later kreeg ze haar eerste kind. Op haar eenentwintigste was ze een weduwe met vijf kinderen. Twee van haar kinderen stierven jong. In 1953 deed ze mee aan een talentenjacht op de radio om aan geld te komen voor medicijnen voor haar zoon. De presentator lachte haar uit om haar kapotte kleren, maar ze won.
In de jaren zestig maakte ze naam als koningin van de samba. Ze zong over liefde, prostituees en transseksuelen, racisme, de positie van vrouwen en het harde leven aan de onderkant van de samenleving. Kort voor het Wereldkampioenschap voetbal 1962 in Chili ontmoette ze de voetballer Garrincha. Ze trouwden in 1966, maar scheidden in 1982 vanwege aanhoudend geweld door Garrincha en zijn alcoholisme en behoefte aan andere vrouwen.

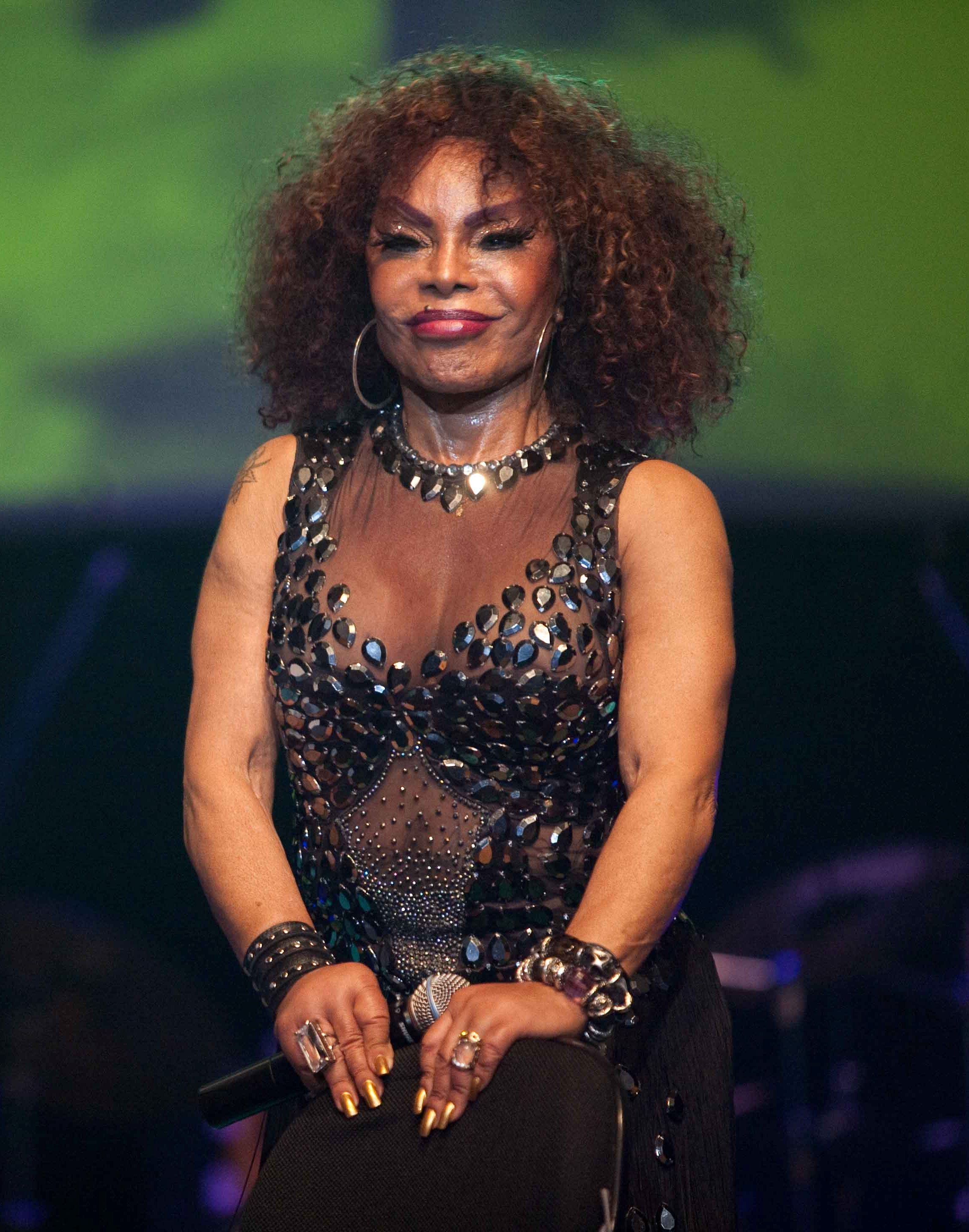
Elza Soares in 2010

In 1999 werd Soares, samen met Tina Turner, door BBC Radio uitgeroepen tot zangeres van het millennium. Tijdens haar carrière bracht de zangeres 36 albums uit. In 2007 werd ze uitgenodigd om het Braziliaanse volkslied a capella te zingen tijdens de openingsceremonie van de Pan-Amerikaanse Spelen. In 2016 trad ze op tijdens de opening van de Olympische Spelen in Rio de Janeiro.
Twee dagen voor haar dood bracht ze nog een album uit met hoogtepunten uit haar werk. Soares overleed thuis op 20 januari 2022 op 91-jarige leeftijd. Eduardo Paes, burgemeester van Rio de Janeiro, kondigde na het overlijden van de zangeres een rouwperiode aan van drie dagen voor de stad.

## Discografie (selectie)
- Se acaso você chegasse (Odeon, 1960)
- A bossa negra (Odeon, 1961 / Universal, 2003)
- Com a bola branca (Odeon, 1966)
- Elza carnaval & samba (Odeon, 1969 / EMI, 2003)
- Elza pede passagem (Odeon, 1972 / EMI, 2004)
- Do cóccix até o pescoço (Maianga / Tratore, 2002)
- Vivo feliz (Tratore, 2004)
- Beba-me - Ao vivo (Biscoito Fino, 2007)
- A mulher do fim do mundo (Circus, 2015)

- Bibliothèque nationale de France: cb14042375r (data)
- Gemeinsame Normdatei: 121956962
- International Standard Name Identifier: 0000 0003 7441 6159
- Library of Congress Control Number: n97910196
- MusicBrainz: a619471e-ee2f-430f-b57b-262f94457559
- Nederlandse Thesaurus van Auteursnamen: 227888901
- Réseau des bibliothèques de Suisse occidentale: 02-A026556070
- Virtual International Authority File: 45170708
- WorldCat: E39PCjrmhCx4mfjJ7VjftMGd33